# Светски дан давалаца крви
Светски дан давалаца крви је дан у години посвећен добровољном давању крви. Обележава се 14. јуна — на дан када је рођен аустријски биолог и лекар Карл Ландштајнер (1868—1943) који је заслужан за откриће крвних група код човека, за шта је 1930. добио Нобелову награду.
Светски дан давалаца крви је почео да се обележава 2004. године у Јоханезбургу. Дана 23. маја 2005. године скупштина Светске здравствене организације је усвојила резолуцију којом се сагласила да се овај дан обележава сваке године и препоручила земљама чланицама да он постане саставни део националних програма за повећање броја добровољних давалаца. Ранијих година је такође било сличних догађаја — Светски дан здравља је 2000. године био посвећен теми Blood Saves Lives. Safe Blood Starts With Me, а Међународна федерација донатора крви је још 1995. године почела да обележава Међународни дан давалаца крви.
Широм света 14. јуна се организују различите манифестације са циљем да се подигне свест о виталној улози трансфузије крви у спасавању живота и унапређењу здравља људи, као и да се апелује на људе да редовно дају крв како би се спречиле несташице у болницама и клиникама, а посебно у земљама у развоју где су количине прикупљене крви веома ограничене.